# Honda NSX
Honda NSX (ang. New Sportscar Experimental World) – samochód sportowy produkowany przez japoński koncern motoryzacyjny Honda Motor Company w latach 1990−2005 oraz ponownie w latach 2016 – 2022.

## Honda NSX I
Honda NSX I została po raz pierwszy oficjalnie zaprezentowana podczas targów motoryzacyjnych w Chicago w 1989 roku jako pierwsze sportowe auto marki z centralnie umieszczonym silnikiem.

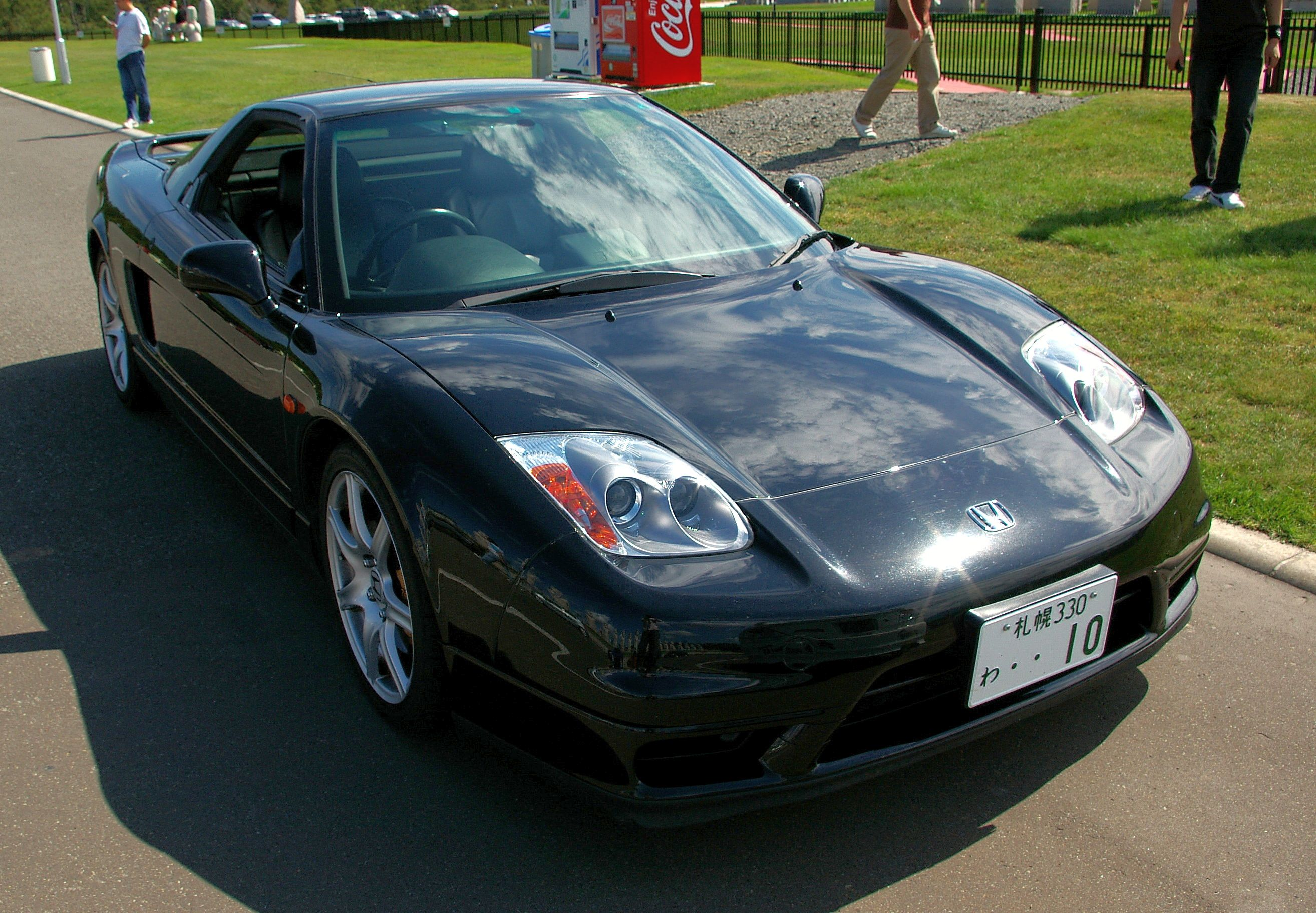
Honda NSX I po liftingu

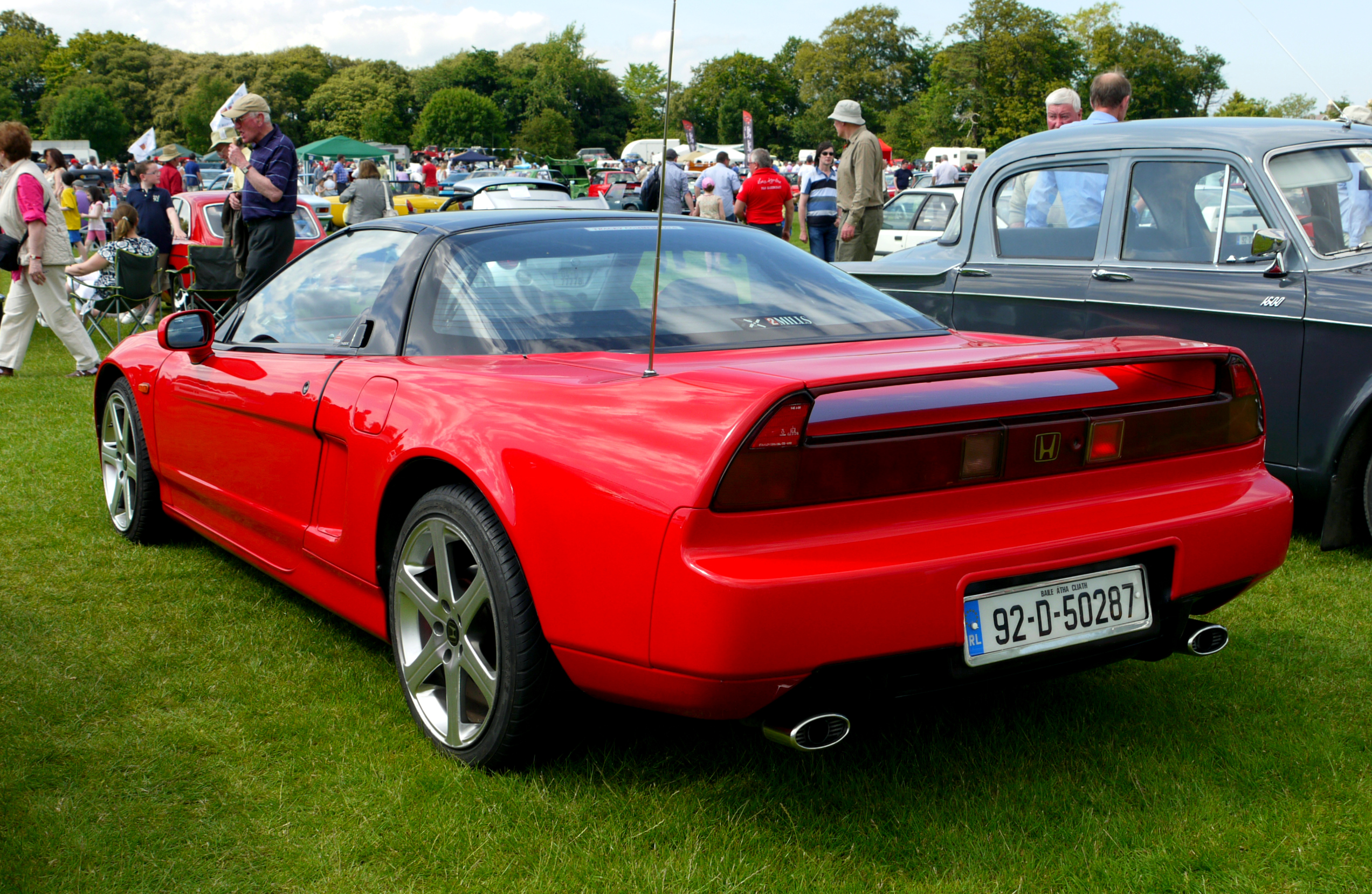
Honda NSX I przed liftingiem - tył

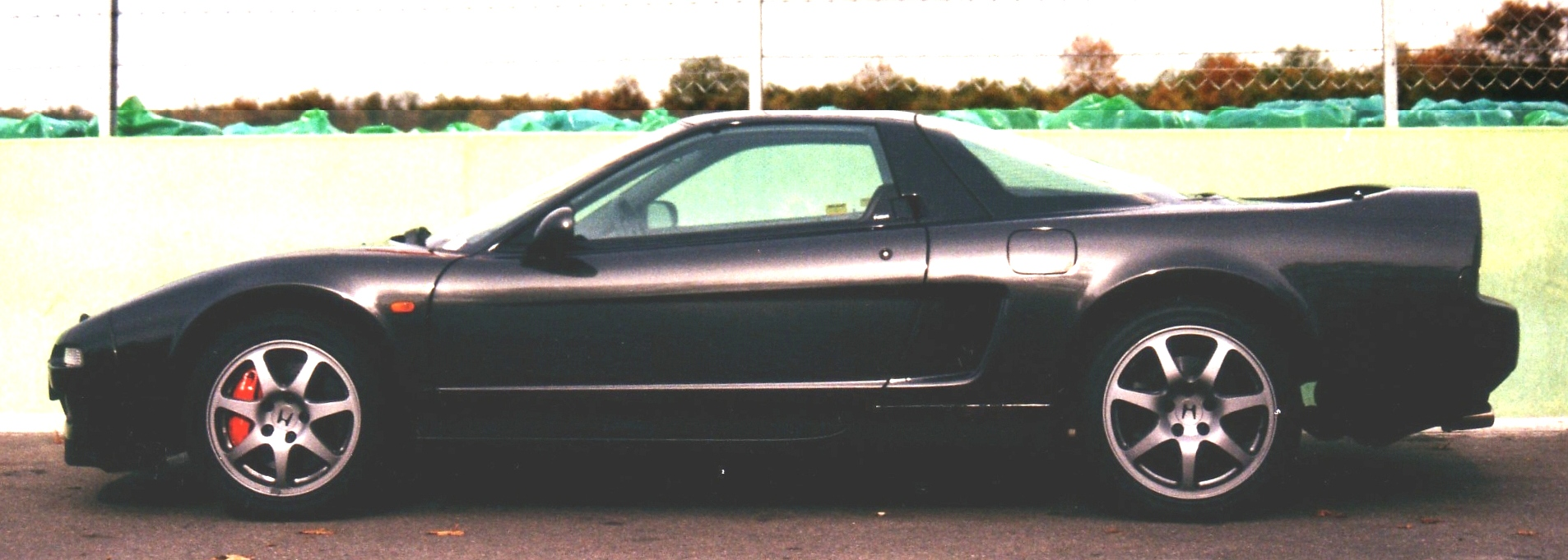
Honda NSX I - bok

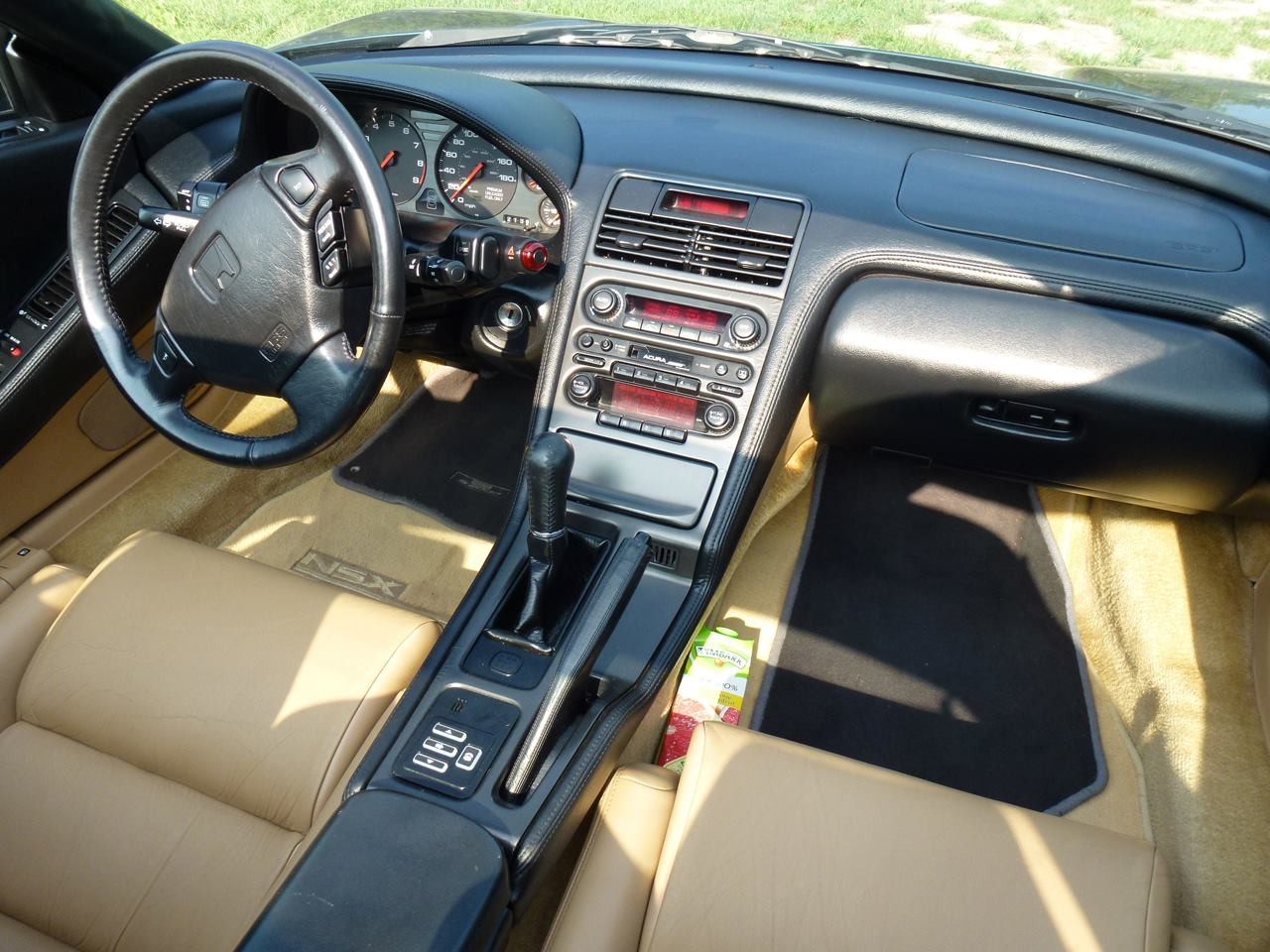
Honda NSX I - wnętrze

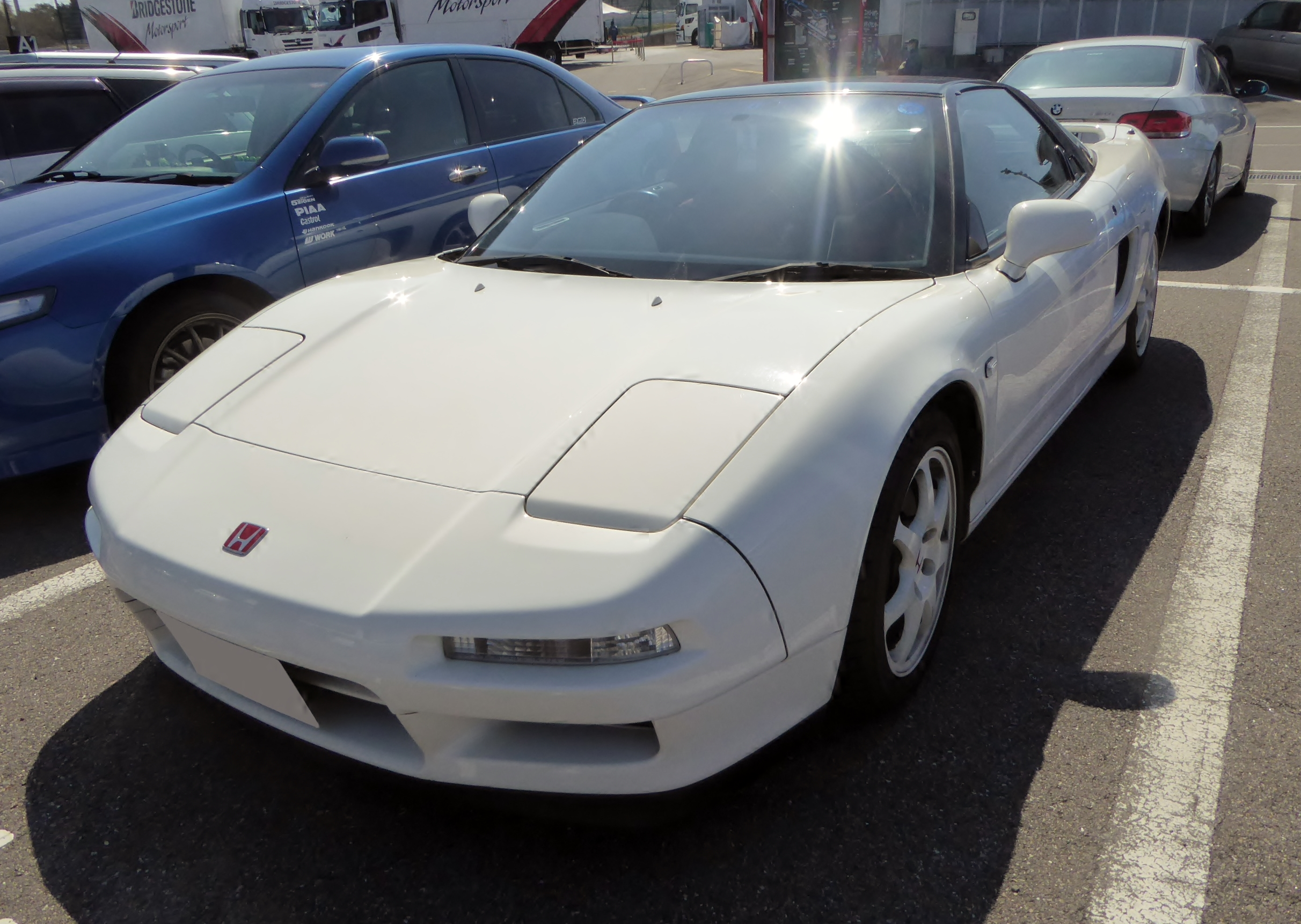
Honda NSX-R

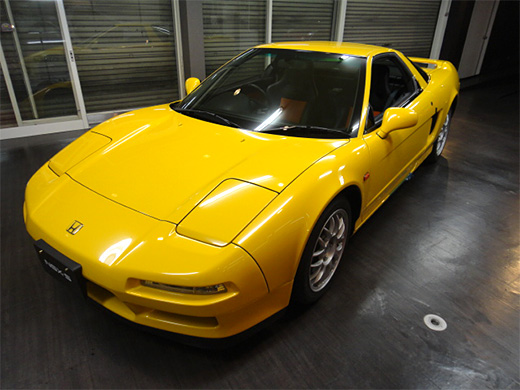
Honda NSX-S

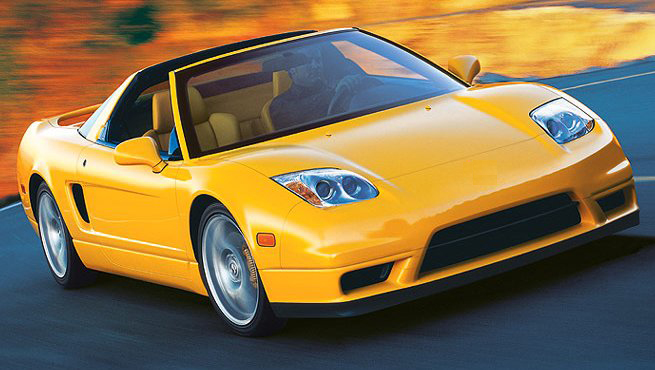
Acura NSX typu targa po liftingu

### Historia i opis modelu
Prace nad pojazdem rozpoczęto w 1984 roku, kiedy to po wielu latach dostarczania silników do bolidów Formuły 1 McLaren'a Japończycy postanowili samodzielnie stworzyć sportowy pojazd z homologacją drogową. Po raz pierwszy w historii kierowca Formuły 1 Ayrton Senna brał udział w tworzeniu sportowego samochodu drogowego.
W pojeździe zastosowanych zostało wiele nowoczesnych rozwiązań konstrukcyjnych, które do dziś wykorzystywane są przy produkcji drogich samochodów sportowych i limuzyn. Auto było pierwszym na Świecie seryjnie produkowanym pojazdem z nadwoziem w pełni wykonanym z aluminium. Z lekkich stopów wykonane zostało także podwozie pojazdu oraz elementy innowacyjnego niezależnego przedniego i tylnego zawieszenia. Po raz pierwszy zastosowano również opracowany przez Hondę silnik ze zmiennymi fazami rozrządu – VTEC, wykonany w układzie V6 o pojemności 3 l i mocy 275 KM.
Linia nadwozia powstała przy współpracy z Pininfariną, której model NSX zawdzięcza m.in. przeszkloną linię dachu oraz tylny spojler wkomponowany w elementy nadwozia, a także niski współczynnik oporu powietrza wynoszący 0,32. Kokpit pojazdu skonstruowano na bazie zdjęć z myśliwca F-16. Samochód posiadał centralnie umieszczony (tuż za plecami kierowcy) silnik benzynowy, wyposażony w kute tłoki i tytanowe korbowody. Ayrton Senna podczas testów modelu przedprodukcyjnego zwrócił uwagę inżynierom na zbyt małą sztywność nadwozia jednocześnie dając im wskazówki, aby dopracować pojazd. Ostatecznie sztywność nadwozia wzmocniona została o 50%.
W 1995 roku do manualnej przekładni dodano „automat” F-matic inspirowany technologią z Formuły 1. Biegi można zmieniać na dwa sposoby m.in. przy zmianie ręcznej, używając przycisków przy kierownicy. Od 1997 roku oferowany był mocniejszy i większy, 280-konny motor o pojemności 3,2 litra, będący modyfikacją dotychczasowej jednostki. Wtedy też wprowadzono nową, ręczną skrzynię biegów o sześciu przełożeniach, która zastąpiła 5-stopniową. W zależności od wybranej przekładni, auto wyposażano w inny mechanizm różnicowy o ograniczonym poślizgu. Wersja przed liftingiem posiadała charakterystyczny przód z wysuwanymi lampami.
W 2001 roku auto przeszło face lifting. Zmienione zostały m.in. przednie reflektory, które z wysuwanych zastąpione zostały zwykłymi w kształcie rombu. Przy okazji zmieniony został design zderzaków oraz rozmiar kół, a także wprowadzono na rynek japoński wersję NSX-R.
Auto w całości produkowane było w Japonii w najmniejszej fabryce marki w Tochigi, gdzie zatrudnionych zostało tylko dwunastu pracowników, których zadaniem było budowanie pojazdów bez pośpiechu i z najwyższą precyzją. Honda NSX w Stanach Zjednoczonych sprzedawana była pod stworzoną i należącą do Hondy marką Acura. Miała zmniejszoną moc w stosunku do wersji europejskiej i japońskiej, osiągała około 255 KM, lecz identyfikowała się lepszym momentem obrotowym.
W 2005 roku zaprzestano produkcji samochodu z powodu restrykcyjnych norm emisji spalin i zmian w przepisach dotyczących wyposażenia.

### Silniki
| Silnik             | Pojemność skokowa [cm³] | Typ silnika        | Układ zasilania            | Średnica x skok tłoka | Stopień sprężania  | Moc maksymalna [KM] przy obr./min | Maks. moment obrotowy [Nm] przy obr./min | Przyspieszenie 0-100 km/h [s] | Prędkość maks. [km/h] |
| Silniki benzynowe: | Silniki benzynowe:      | Silniki benzynowe: | Silniki benzynowe:         | Silniki benzynowe:    | Silniki benzynowe: | Silniki benzynowe:                | Silniki benzynowe:                       | Silniki benzynowe:            | Silniki benzynowe:    |
| ------------------ | ----------------------- | ------------------ | -------------------------- | --------------------- | ------------------ | --------------------------------- | ---------------------------------------- | ----------------------------- | --------------------- |
| 3.0 V6 VTEC        | 2977                    | V6                 | wtrysk paliwa Honda PGM-Fi | 90,00 x 78,00         | 10,2:1             | 274 (201,3) / 7300                | 285 / 6500                               | 5,9                           | 270                   |
| 3.2 V6 VTEC        | 3179                    | V6                 | wtrysk paliwa Honda PGM-Fi | 93,00 x 78,00         | 10,2:1             | 280 (206) / 7300                  | 298 / 5300                               | 5,7                           | 270                   |

### Wyposażenie
Auto wyposażone zostało m.in. w system poduszek powietrznych, ABS i Traction Control System (TCS - ogranicza tracenie przyczepności przez napędzaną tylną oś podczas jazdy na nierównych nawierzchniach oraz pozwala na szybkie pokonywanie zakrętów), elektryczne wspomaganie kierownicy (wyłącznie w automacie), elektryczne sterowanie szyb, elektryczne sterowanie lusterek, elektryczną regulację siedzenia, elektrycznie sterowaną przepustnicę, zautomatyzowany układ klimatyzacji oraz wysokiej jakości sprzęt audio, a także skórzaną tapicerkę, zmieniarkę płyt CD, tempomat, światła przeciwmgłowe skórzaną wielofunkcyjną kierownicę i zamek centralny.

### Wersje
- NSX-R - 1992-1995
- NSX-R GT
- NSX-T (targa)
- NSX-S
- NSX-S-Zero
- Alex Zanardi Edition - 50 egzemplarzy zbudowanych na cześć Alexa Zanardiego
- NSX GT1
- NSX GT2
- NSX GT 300
- NSX GT 500

### Znani użytkownicy
Hondę NSX w swojej kolekcji posiada/posiadał m.in. Tom Cruise, Harrison Ford, Bill Gates, Michael Jordan, Gordon Murray, Robert Redford, Ayrton Senna (2 sztuki), John DeLorean, Steve Wozniak i Alex Zanardi.

## Honda NSX II
Honda NSX II została po raz pierwszy oficjalnie zaprezentowana jako samochód koncepcyjny podczas międzynarodowych targów motoryzacyjnych w Detroit w styczniu 2012 roku. Wersja produkcyjna pojazdu oficjalnie zaprezentowana została w Detroit 12 stycznia 2015 roku.

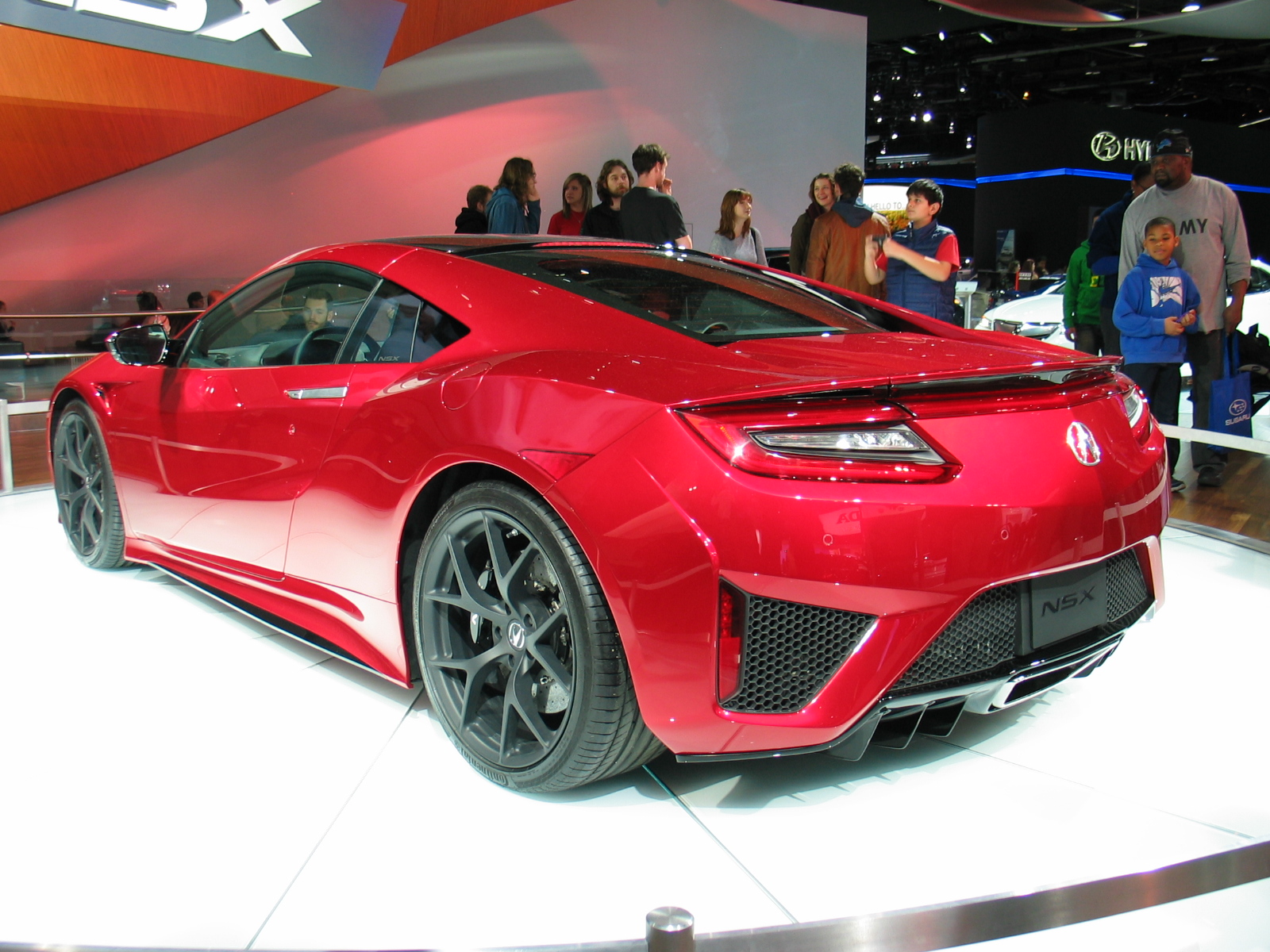
Acura NSX II - tył

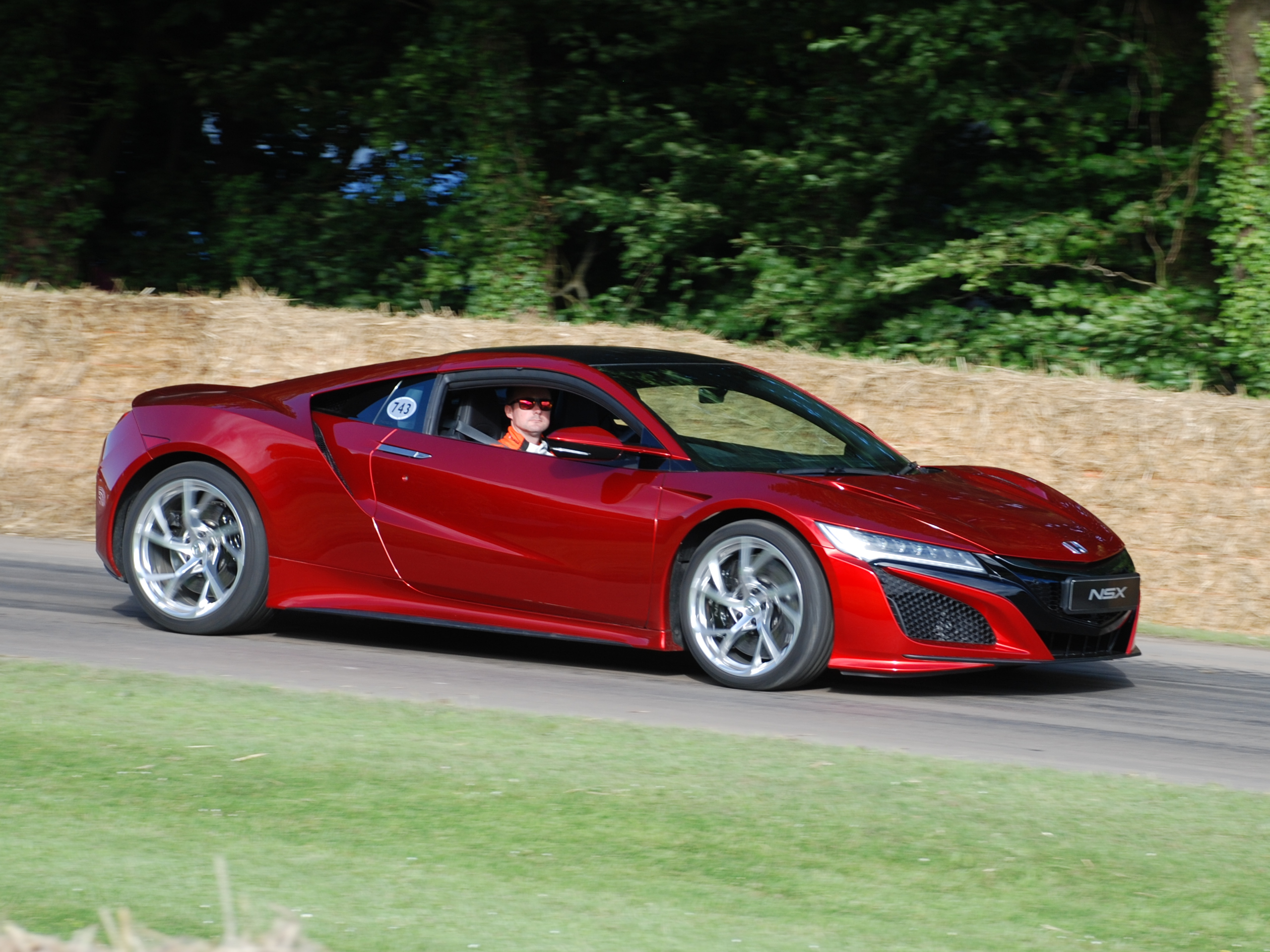
Honda NSX II - widok z boku

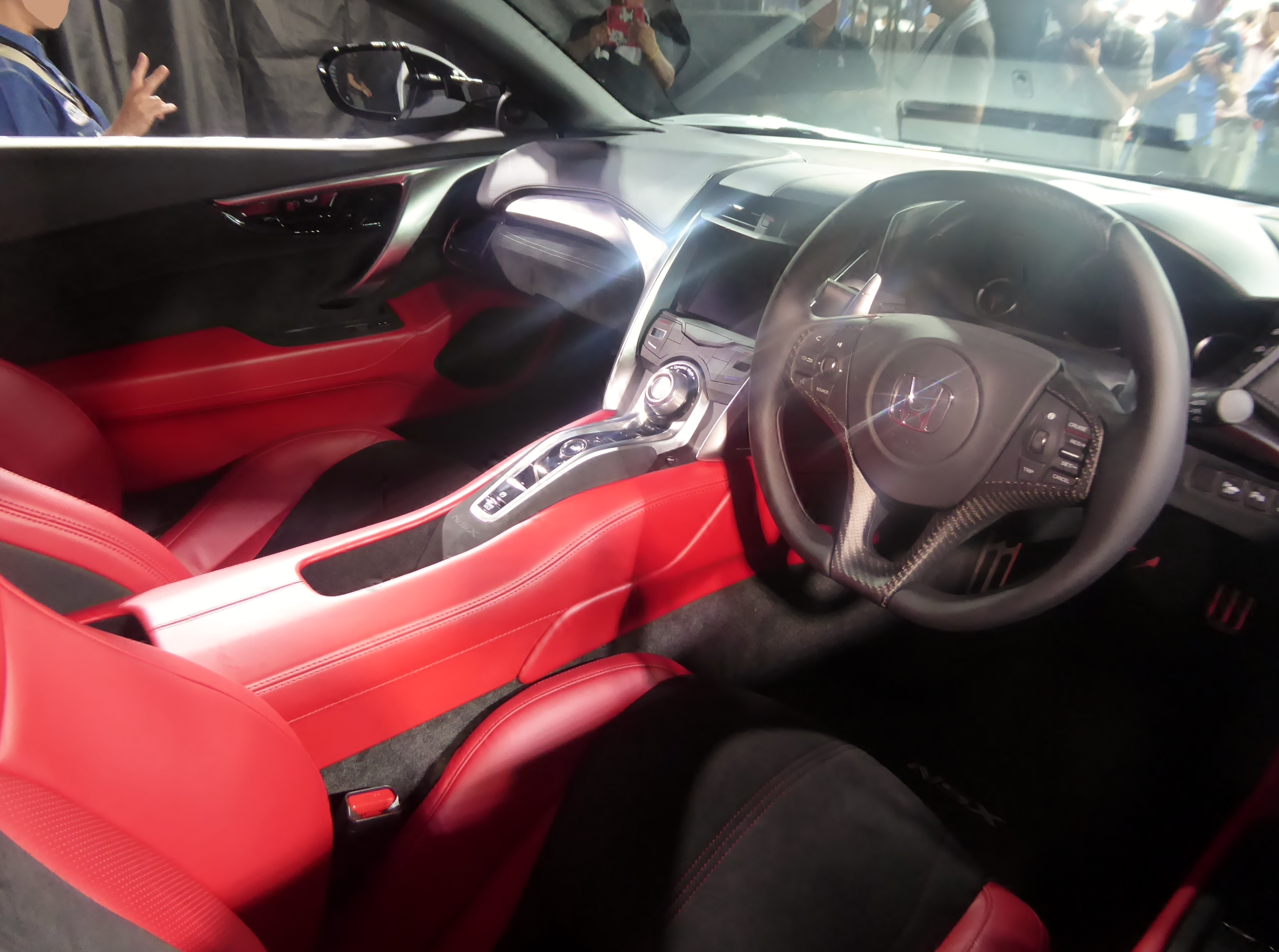
Honda NSX II - wnętrze

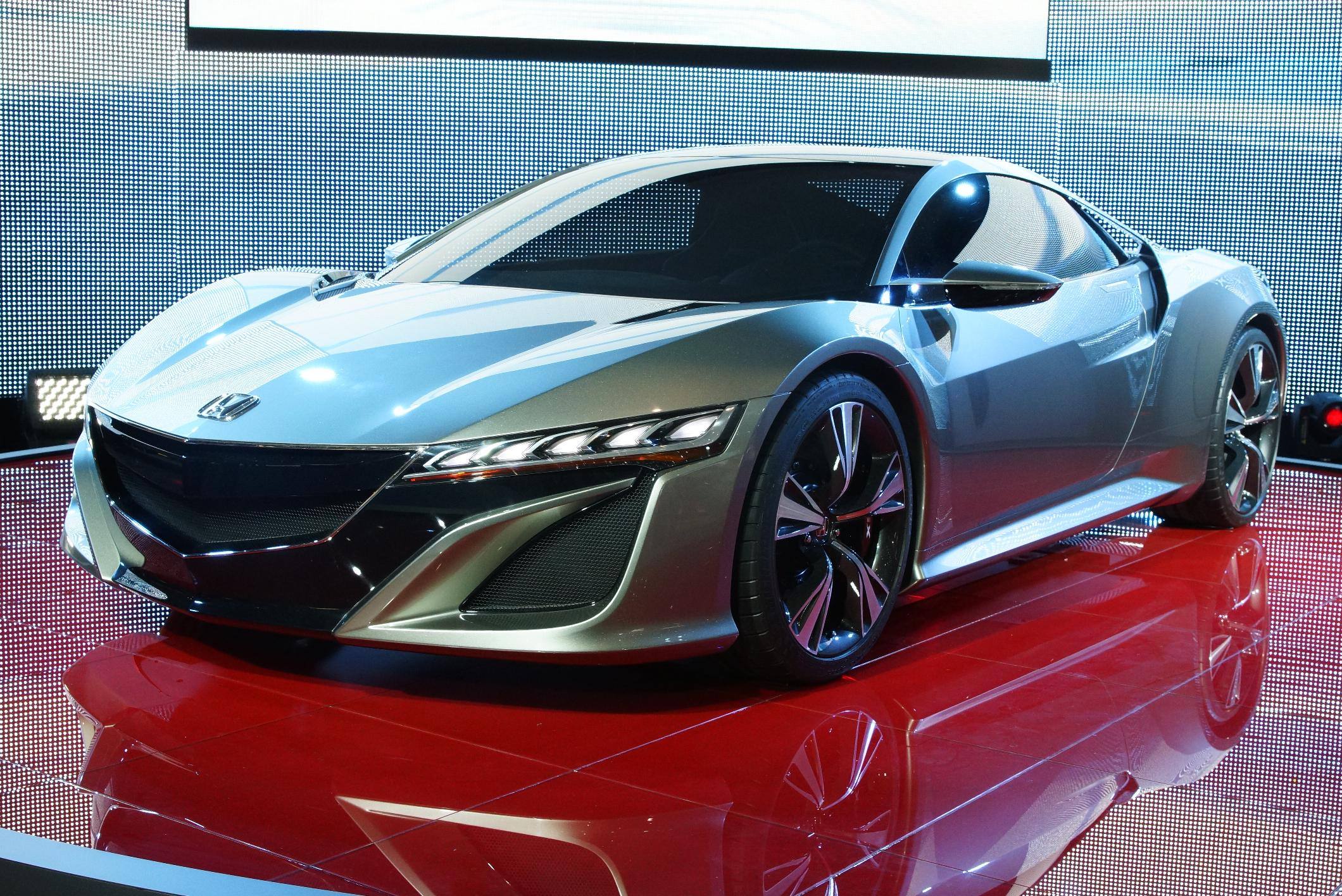
Honda NSX Concept z 2012 roku

### Historia i opis modelu
Prace nad drugą generacją pojazdu trwały niemalże od czasu zakończenia produkcji pierwszej generacji auta, czyli od 2005 roku. W 2007 roku powstał pierwszy prototyp pojazdu - model Acura Advanced Sports Car Concept. W 2012 roku podczas targów motoryzacyjnych w Detroit zaprezentowany został oficjalny prototyp modelu NSX. Prace nad seryjną wersją pojazdu kontynuowane były w amerykańskim centrum badań i rozwoju Hondy w Raymond w Ohio. Rok później podczas tych samych targów motoryzacyjnych zaprezentowana została ulepszona wersja prototypu. W stosunku do pierwszej oficjalnej wersji koncepcyjnej pojazdu zmieniona została nieznacznie atrapa chłodnicy, zmienione zostały klosze kierunkowskazów umieszczonych pod reflektorami głównymi, zderzaki wykonano z włókna węglowego, a tylne lampy wyposażono w diody LED.
Przy dopracowywaniu pojazdu brali udział dwaj kierowcy Formuły 1 - Fernando Alonso i Jenson Button.
12 stycznia 2015 roku podczas targów motoryzacyjnych w Detroit zaprezentowana została produkcyjna wersja pojazdu. Stylizację pojazdu opracowało Acura Design Studio w Torrance w Kalifornii pod kierownictwem Michelle Christensen. Nadwozie pojazdu wykonane zostało z aluminium na ramie przestrzennej. Linię nadwozia pojazdu opracowywano przez ponad 3 lata, aby zmaksymalizować aerodynamikę oraz zapewnić optymalne chłodzenie wszystkim elementom.
W marcu 2015 roku podczas targów motoryzacyjnych w Genewie odbyła się europejska prezentacja modelu.
Produkcję pojazdu rozpoczęto w kwietniu 2016 roku w specjalnie zbudowanej fabryce Hondy w Marysville, w stanie Ohio. Początkowo auto oferowane jest wyłącznie na rynku amerykańskim, gdzie kosztuje od 153 000 dolarów (wersja z pełnym wyposażeniem kosztuje 205 700 dolarów).
W listopadzie 2022 roku producent zakończył produkcję modelu.

### Silnik
Samochód wyposażony jest w sportowy układ hybrydowy, którego podstawowym źródłem zasilania jest nowoczesny podwójnie turbodoładowany silnik benzynowy w układzie V6 z cylindrami ułożonymi pod kątem 75 stopni, wykonany z aluminium, o pojemności 3.5 l, o mocy 507 KM, który pozwala osiągnąć 100 km/h w czasie 3,2 s i rozpędzić pojazd do 305 km/h. Silnik zamontowany jest centralnie (wzdłużnie) za fotelami kierowcy i pasażera. Silnik ten wyposażony został w system zmiennych faz rozrządu - VTEC. Wspomagany jest dodatkowo przez trzy silniki elektryczne, które napędzają przednią (2 silniki) i tylną (1 silnik) oś pojazdu o łącznej mocy 74 KM. Łącznie moc pojazdu wynosi 581 KM, a moment obrotowy 646 Nm. Moc przenoszona jest na koła za pomocą 9-biegowej automatycznej skrzyni biegów wyposażonej w podwójne sprzęgło. Wszystkie jednostki napędowe wyposażone zostały także w system wspomagający hamowanie.
Pojazd wyposażony został w system Integrated Dynamic System, który umożliwia całkowitą zmianę charakterystyki samochodu (zmienia się reakcja na gaz, praca zawieszenia, układu kierowniczego, skrzyni biegów). Dostępne tryby to Quiet, Sport, Sport+ and Track. W trybie Quiet samochód napędzany jest wyłącznie przez silniki elektryczne.

### Wyposażenie
Samochód wyposażony może być m.in. w wykonane w pełni w technologii LED reflektory przednie oraz lampy tylne, system ESP, elektryczne sterowanie szyb, elektryczne sterowanie lusterek, elektrycznie regulowane siedzenia, klimatyzację automatyczną, adaptacyjny tempomat, czujniki parkowania, system nawigacji satelitarnej, cyfrowy wyświetlacz TFT wskaźników, wielofunkcyjną kierownicę, skórzaną tapicerkę, elektroniczny hamulec postojowy i ceramiczny układ hamulcowy.

### Pozostałe informacje
- W 2013 roku brytyjski oddział Hondy rozpoczął przyjmowanie zamówień na pojazd. Warunkiem zamówienia było wpłacenie kaucji w wysokości 5000 funtów[20].
- Wersja europejska pojazdu kosztuje około 750 tysięcy złotych[21].

### Honda NSX II w kulturze
Prototyp drugiej generacji auta znalazł swoje miejsce w Gran Turismo 6 oraz Need for Speed Payback.
Prototyp Acury NSX znalazł się również w filmie Marvela z 2012 roku, Avengers.